# 그리고 흔들리는 배
《그리고 흔들리는 배》는 1991년 7월 29일부터 1992년 2월 28일까지 방영된 한국방송공사 2TV 아침드라마로, 지극히 평범한 삶을 살던 중산층의 중년 성경순을 중심으로 그 주변 인물들과 엮이는 이야기의 드라마다.
이 드라마는 초반부터 1991년 10월 5일까지는 아침드라마로 방영되었으나 1991년 10월 7일부터 한국방송공사 2TV 일일드라마로 편성이 바뀌었다.

## 방송 시간
| 방송 채널 | 방송 기간                         | 방송 시간 | 방송 분량 |
| --------- | --------------------------------- | --------- | --------- |
| KBS TV    | 1991년 7월 29일 ~ 1991년 10월 5일 |           |           |
| KBS TV    | 1991년 10월 7일 ~ 1992년 2월 28일 |           |           |

## 등장 인물
- 김창숙(성경순 여사) : 민숙 어머니, 배철수 아내, 구학 부부 여동생
- 한진희(배철수) : 성 여사 남편, 민숙 아버지
- 남능미 : 경순 시어머니, 철수 친어머니
- 김혜리(배민숙) : 철수 · 경순 부부 딸, 구학 부부 외조카
- 송재호(성구학) : 경순 오빠, 민숙 외삼촌, 철수 처남
- 오미연 : 구학 아내, 민숙 외숙모, 경순 올케 언니
- 안영주, 김미영, 이주희, 김지선, 곽정희, 이경영